# عدد مؤدب

دیاگرام یانگ، نمایانگر یک بسط مودبانه: 15 = 4 + 5 + 6

در نظریه اعداد، عدد مودب (به انگلیسی: Polite Number) یا عدد پلکانی (به انگلیسی: Staircase Number) عدد صحیح مثبتی است که حاصل‌جمع دو یا چند عدد صحیح مثبت متوالی است. اعداد مودب را از آن رو پلکانی می‌گویند که بازنمود بصری بسط مودبانهٔ یک عدد مودب همانند یک پلکان است.

## اعداد مودب کوچکتر مساوی بیست
۳ = ۱ + ۲
۵ = ۲ + ۳
۶ = ۱ + ۲ + ۳
۷ = ۳ + ۴
۹ = ۴ + ۵ = ۲ + ۳ + ۴
۱۰ = ۱ + ۲ + ۳ + ۴
۱۱ = ۵ + ۶
۱۲ = ۳ + ۴ + ۵
۱۳ = ۶ + ۷
۱۴ = ۲ + ۳ + ۴ + ۵
۱۵ = ۷ + ۸ = ۴ + ۵ + ۶ = ۱ + ۲ + ۳ + ۴ + ۵
۱۷ = ۸ + ۹
۱۸ = ۵ + ۶ + ۷ = ۳ + ۴ + ۵ + ۶
۱۹ = ۹ + ۱۰
۲۰ = ۲ + ۳ + ۴ + ۵ + ۶

## دنبالهٔ اعداد مودب
دنبالهٔ اعداد مودب دنباله‌ای است نامتناهی از اعداد صحیح که در آن توان‌های عدد ۲ جایی ندارد:
۳، ۵، ۶، ۷، ۹، ۱۰، ۱۱، ۱۲، ۱۳، ۱۴، ۱۵، ۱۷، ۱۸، ۱۹، ۲۰، ۲۱، ۲۲، ۲۳، ۲۴، ۲۵، ۲۶، ۲۷، ۲۸، ۲۹، ۳۰، ۳۱، ۳۳، ۳۴، ۳۵، ۳۶، ۳۷، ۳۸، ۳۹، ۴۰، ۴۱، ۴۲، ۴۳، ۴۴، ۴۵، ۴۶، ۴۷، ۴۸، ۴۹، ۵۰، ...
n اُمین عدد مودب برابر است با {\displaystyle f(n+1)} آنجا که
{\displaystyle f(n)=n+\left\lfloor \log _{2}\left(n+\log _{2}n\right)\right\rfloor }

## ادب اعداد
به تعداد دفعاتی که می‌توان یک عدد صحیح مثبت را به صورت حاصل‌جمع دو یا چند عدد صحیح مثبت متوالی نشان داد ادب آن عدد می‌گویند. برای مثال ادب عدد ۷ برابر با یک و عدد ۱۵ برابر با ۳ است. مفهوم ادب اعداد صحیح خود تشکیل دنباله‌ای نامتناهی می‌دهد که به شکل زیر است:
۰، ۰، ۱، ۰، ۱، ۱، ۱، ۰، ۲، ۱، ۱، ۱، ۱، ۱، ۳، ۰، ۱، ۲، ۱، ۱، ۳، ۱، ۱، ۱، ۲، ۱، ۳، ۱، ۱، ۳، ۱، ۰، ۳، ۱، ۳، ۲، ۱، ۱، ۳، ۱، ۱، ۳، ۱، ۱، ۵، ۱، ۱، ۱، ۲، ...
برای هر عدد صحیح و مثبت x، ادب x برابر است با تعداد مقسوم‌علیههای فرد بزرگتر از یک آن عدد.

## اعداد نامودب
به هر عدد صحیح و مثبت که توانی از عدد 2 است یک عدد نامودب گفته می‌شود زیرا نمی‌توان این اعداد را به صورت حاصل‌جمع چند عدد صحیح مثبت متوالی بسط داد. اعداد نامودب نیز دنباله‌ای نامتناهی تشکیل می‌دهند.